# Bounce (álbum)
| Críticas profissionais                                                      | Críticas profissionais |
| Avaliações da crítica                                                       | Avaliações da crítica  |
| Fonte                                                                       | Avaliação              |
| --------------------------------------------------------------------------- | ---------------------- |
| AllMusic                                                                    | [ 1 ]                  |
| The Guardian                                                                | [ 2 ]                  |
| Esta tabela precisa de ser acompanhada por texto em prosa. Consulte o guia. |                        |

Bounce é o oitavo álbum de estúdio da banda americana de hard rock Bon Jovi. Lançado em 8 de outubro de 2002 pela Island Records. Produzido por Lucas Ebbin, Jon Bon Jovi e Richie Sambora, O álbum foi gravado no Sanctuary II Studio em Nova Jérsei. Esse álbum é fortemente influenciado pelos ataques do 11 de setembro em Nova Iorque. Contém os hits "Everyday", "Misunderstood" e "All About Loving You". A banda fez uma pequena passagem pelo Brasil para apresentar esse CD. A canção "Misunderstood" foi incluída na trilha sonora internacional da telenovela "Mulheres Apaixonadas", da Rede Globo, exibida em 2003. Foi tema dos personagens Claudio e Edwiges, interpretados por Erik Marmo e Carolina Dieckmann.

## Faixas
| N.º            | Título                  | Compositor(es)                                 | Duração  |  |
| 1.             | "Undivided"             | Jon Bon Jovi, Richie Sambora, Billy Falcon     | 3:53     |  |
| 2.             | "Everyday"              | Jon Bon Jovi, Richie Sambora, Andreas Carlsson | 3:00     |  |
| 3.             | "The Distance"          | Jon Bon Jovi, Richie Sambora, Child            | 4:48     |  |
| 4.             | "Joey"                  | Jon Bon Jovi, Richie Sambora                   | 4:54     |  |
| 5.             | "Misunderstood"         | Jon Bon Jovi, Richie Sambora, Carlsson, Child  | 3:30     |  |
| 6.             | "All About Lovin' You"  | Jon Bon Jovi, Richie Sambora, Carlsson, Child  | 3:46     |  |
| 7.             | "Hook Me Up"            | Jon Bon Jovi, Richie Sambora, Carlsson, Child  | 3:54     |  |
| 8.             | "Right Side of Wrong"   | Jon Bon Jovi                                   | 5:50     |  |
| 9.             | "Love Me Back to Life"  | Jon Bon Jovi, Richie Sambora                   | 4:09     |  |
| 10.            | "You Had Me From Hello" | Jon Bon Jovi, Richie Sambora, Carlsson         | 3:49     |  |
| 11.            | "Bounce"                | Jon Bon Jovi, Richie Sambora, Falcon           | 3:11     |  |
| 12.            | "Open All Night"        | Jon Bon Jovi, Richie Sambora                   | 4:22     |  |
| Duração total: | Duração total:          | Duração total:                                 | 49min06s |  |

| Faixas Bônus Na Versão Japonesa |                                |                |          |  |
| N.º                             | Título                         | Compositor(es) | Duração  |  |
| 13.                             | "No Regrets"                   | Jon Bon Jovi   | 4:02     |  |
| 14.                             | "Postcards From the Wasteland" | Jon Bon Jovi   | 4:37     |  |
| 15.                             | "America the Beautiful"        |                |          |  |
| Duração total:                  | Duração total:                 | Duração total: | 08min39s |  |

## Formação
- Jon Bon Jovi - vocal principal, guitarra base
- Richie Sambora - guitarra solo, vocal de apoio
- Tico Torres - bateria
- David Bryan - teclado, vocal de apoio

### Músico adicional
- Hugh McDonald - baixo, vocal de apoio

## Gráficos
| Ano  | Posições | Posições | Posições | Posições | Posições | Posições | Posições | Posições | Posições | Posições | Posições | Posições | Posições | Posições |
| Ano  | US       | CAN      | UK       | GER      | SUI      | SWE      | NOR      | FIN      | AUT      | AUS      | NZ       | JPN      | EUR      | WW       |
| ---- | -------- | -------- | -------- | -------- | -------- | -------- | -------- | -------- | -------- | -------- | -------- | -------- | -------- | -------- |
| 2002 | 2        | 3        | 2        | 2        | 2        | 4        | 9        | 2        | 3        | 5        | 19       | 3        | 3        | 1        |

## Certificações
| Ano  | Certificações | Certificações | Certificações | Certificações | Certificações | Certificações | Certificações |
| Ano  | US            | CAN           | UK            | GER           | SUI           | AUS           | JPN           |
| ---- | ------------- | ------------- | ------------- | ------------- | ------------- | ------------- | ------------- |
| 2002 | Ouro          | Platina       | Ouro          | Platina       | Platina       | Ouro          | Platina       |